# NGC 7438
NGC 7438 — группа звёзд в созвездии Ящерица.
Этот объект входит в число перечисленных в оригинальной редакции «Нового общего каталога».